# Amblycheila
Amblycheila là một chi bọ cánh cứng không biết bay. Chi này có ít nhât 5 loài phân bố hầu hết các vùng trung và tây Hoa Kỳ và một loài loài được tìm thấy về phía nam ở México.

## Các loài
Chi này gồm các loài:
- Amblycheila baroni Rivers, 1890
- Amblycheila cylindriformis (Say, 1823)
- Amblycheila halffteri Mateu, 1974
- Amblycheila hoversoni Gage, 1990
- Amblycheila katzi Roman & Duran, 2019
- Amblycheila nyx Sumlin, 1991
- Amblycheila picolominii Reiche, 1839
- Amblycheila schwarzi W. Horn, 1903